# Гречина, Вадим Михайлович
Вади́м Миха́йлович Гречи́на (1931—2005) — украинский советский архитектор.

## Биография
Родился 25 января 1931 года в Киеве. Сын известного советского архитектора М. И. Гречины. В 1956 году окончил архитектурный факультет Киевского государственного художественного института.
В 1985 году вместе с В. И. Гопкало (руководителем авторского коллектива), В. Е. Коломийцем, Л. И. Филенко, А. В. Гайдамаком, В. А. Мягковым, В. В. Баруленковым получил Шевченковскую премию за архитектуру и художественное оформление Киевского филиала Центрального музея имени В. И. Ленина.
Умер 14 апреля 2005 года. Похоронен в Киеве на Берковецком кладбище.

## Работы (в соавторстве)
- Киевский филиал Центрального музея В. И. Ленина (1982.
- Гостиница «Турист» (1980—1984).
- Государственная библиотека имени В. И. Вернадского (1980—1989).
- Проект микрорайонов жилого массива Выгуровщина-Троещина.
- Свято-Троицкий собор (Троещина) (1997).

## Награды и премии
- Государственная премия УССР имени Т. Г. Шевченко (1985) — за архитектуру и художественное оформление Киевского филиала Центрального музея В. И. Ленина